# Ема Донахју
Ема Донахју (енгл. Emma Donoghue; Даблин, октобар 1969) ирско-канадска је драматуршкиња, историчарка књижевности, романописац и сценариста. Њен роман Room (Соба) из 2010. био је финалиста за Букерову награду и међународни бестселер. Роман Еме Донахју Hood (Капуљача) из 1995. године освојио је Stonewall Book Award, а Slammerkin (2000) Ferro-Grumley Award за лезбејску фикцију. Добитница је Алексових награда 2011. године. Собу је Донахју адаптирала у истоимени филм. Због тога је номинована за Оскара за најбољи адаптирани сценарио.

## Позадина
Донахју је рођена у Даблину, Ирска, 1969. Најмлађа од осморо деце, она је ћерка Френсис (рођена Рутлиџ) и академског и књижевног критичара Дениса Донахјуа. Има прворазредну диплому дипломираних уметности на Универзитетском колеџу у Даблину (на енглеском и француском) и докторат из енглеског језика на Гиртон колеџу у Кембриџу. Док је била у Кембриџу живела је у женској задрузи, искуство које је инспирисало њену кратку причу "The Welcome" ("Добродошли"). Њена теза била је о пријатељству између мушкараца и жена у белетристици 18. века.
На Кембриџу је упознала своју будућу супругу Кристин Роулстон, Канађанку која је сада професорица француских и женских студија на Универзитету Западни Онтарио. Трајно су се преселиле у Канаду 1998. године, а Донахју је постала канадски држављанин 2004. Живи у Лондону, Онтарио, са Роулстон и њихово двоје деце.

## Утицаји и приступ писању
Донахју је говорила о важности писања Емили Дикинсон, романа Жанет Винтерсон The Passion (Страст) и Red Shift (Црвена смена) Алана Гарнера у развоју њеног дела. Каже да јој је циљ да буде "радна и непретенциозна" у процесу писања и да се њен радни век променио од рођења деце.

## Радови

### Stir FryиКапуљача
Донахјуов први роман био је Stir Fry из 1994. године, савремени роман о пунолетству о младој Иркињи која открива своју сексуалност. Био је финалиста књижевне награде Ламбда 1994. Након тога 1995. године уследила је Hood (Капуљача), још једна савремена прича, овога пута о Иркињи која се помирила са смрћу своје девојке. Капуљача је 1997. године освојио награду за књижевност за геј, лезбејке и бисексуалце Америчког библиотечког удружења (сада позната као Stonewall Book Award за књижевност).

### Сламеркин
Slammerkin (Сламеркин) (2000) је историјски роман смештен у Лондон и Велс. Инспирисана новинском причом из 18. века о младој слушкињи која је убила свог послодавца и била погубљена, протагониста је проститутка која жуди за лепом одећом. Била је финалиста Irish Times-ове Ирске награде за књижевност за белетристику 2001. године и награђена је 2002. Ferro-Grumley Award за лезбејску фикцију (упркос недостатку лезбејског садржаја).

### Слетање
Њен роман из 2007. године, Landing (Слетање), приказује везу на даљину између канадског кустоса и ирске стјуардесе.

### Запечаћено писмо
The Sealed Letter (Запечаћено писмо) (2008), још једно дело историјске фикције, засновано је на афери Кодрингтон, скандалозном бракоразводном поступку који је захватио Британију 1864. године. Протагонисткиња је Emily Faithfull. The Sealed Letter је било на листи за Гилерову награду  и било је заједнички победник, са All the Pretty Girls аутора Chandra Mayor, 2009. Ламбда књижевне награде за лезбејску фикцију.

### Соба
Дана 27. јула 2010. Донахјуов роман Room (Соба) је уврштен у дугу листу за Награду Букер, а 7. септембра 2010. ушао је у ужи избор. Дана 2. новембра 2010, објављено је да је Соби додељена награда Rogers Writers' Trust Fiction Prize. Соба је такође био у ужем избору за Governor General's Awards 2010. у Канади, и био је победник Irish Book Award 2010. Био је у ужем избору за Женску награду за белетристику 2011, али је изгубио од Тее Обрехт. Донахју је касније написала сценарио за филмску верзију књиге Соба (2015), за коју је била номинована за Оскара, Златни глобус и награду БАФТА, а 2017. адаптирала га у представу изведену у Abbey Theatre-у у Даблину.

### Frog Music
Донахјуов роман Frog Music (Жабља музика), историјска фантастика заснована на истинитој причи о убијеном хватачу жаба из 19. века у преоблачењу, објављен је 2014. године.

### Чудо
Донахјуов роман The Wonder (Чудо) из 2016. ушао је у ужи избор за награду Scotiabank Giller Prize. Описује случај  Anorexia mirabilis у којем је енглеска медицинска сестра доведена да посматра девојку која пости у побожној ирској породици; последице Кримског рата, у којем је главни јунак учествовао, и Велике глади у Ирској, у којој је породица патила, бацили су своју сенку.
Филм на основу романа објављен је у јесен 2022. Режију потписује Себастијан Лелио, сценарио потписују Доногју и Алис Бирч, са Флоренс Пју у главној улози. David Ehrlich из IndieWire-а назвао ју је "раскошном, али помало недовољно куваном причом", хвалећи Лелиову режију, наступе, кинематографију и музику. Питер Бриж је похвалио глумачке улоге у својој рецензији за Variety, али је критиковао сценарио, резимирајући га као „неуобичајену, али на крају апсурдну адаптацију“. Stephen Farber из The Hollywood Reporter сматра да је то „светлећа студија мрачних предрасуда“ и похвалио је Пју-ов наступ, као и Лелиову режију за коју је рекао да представља можда његово „најбоље достигнуће до сада“.

### Сродан
Akin (Сродан) (2019) је савремени роман, иако са много дискусија о догађајима током Другог светског рата у Француској. Алекс Престон у The Guardian је то назвао "одушевавајућим".

### Повлачење звезда
Донахјуов роман The Pull of the Stars (Повлачење звезда) (2020), написан 2018-2019, објављен је раније него што је првобитно планирано јер је радња смештена у време шпанске грознице 1918. у Даблину у Ирској. Сви ликови су били измишљени осим др Кетлин Лин. Роман је добио веома позитивне критике од критичара  и био је на листи за Гилерову награду 2020.

### Haven
Овај роман, објављен 2022. године, смештен је међу монахе у седмом веку на Мајклову стену. Hephzibah Anderson је у The Guardian-у написала да „Иако Haven свакако није њен најприступачнији роман, чврста врста наде осветљава његов задовољавајући завршетак. Оно што ће читалац вероватно одузети, међутим, јесте слика суморног места направљеног још мрачније људском интервенцијом“.

### Научено срцем
Њен роман Learned by Heart (Научено срцем) из 2023. ушао је у ужи избор за Atwood Gibson Writers' Trust Fiction Prize.

### Новеле
- Stir Fry (1994).
- Hood (Капуљача) (1995)
- Slammerkin(2000).
- Life Mask (2004).
- Landing (Слетање) (2007).
- The Sealed Letter (Запечаћено писмо) (2008).
- Room (Соба) (2010)
- Frog Music Жабља музика (2014).
- The Wonder (Чудо) (2016).
- Серија The Lotterys:
  1. The Lotterys Plus One (2017).
  2. The Lotterys More or Less (2018).
- Akin (2019).
- The Pull of the Stars (Повлачење звезда) (2020)[38]
- Haven (2022).
- Learned by Heart (2023).

### Кратке приче
Колекције:
- Kissing the Witch: Old Tales in New Skins, AKA Kissing the Witch (1997), збирка од 13 кратких прича:
"The Tale of the Shoe", "The Tale of the Bird", "The Tale of the Rose", "The Tale of the Apple", "The Tale of the Handkerchief", "The Tale of the Hair", "The Tale of the Brother", "The Tale of the Spinster", "The Tale of the Cottage", "The Tale of the Skin", "The Tale of the Needle", "The Tale of the Voice", "The Tale of the Kiss"
- The Woman Who Gave Birth to Rabbits (Жена која је родила зечеве) (2002), збирка од 17 кратких прича:
"Acts of Union", "Account", "Ballad", "Come, Gentle Night", "Cured", "Dido", "The Last Rabbit", "The Necessity of Burning", "Revelations", "Salvage", "Night Vision", "Figures of Speech", "A Short Story", "The Fox on the Line", "How a Lady Dies", "Looking for Petronilla", "Words for Things"
- Touchy Subjects (2006), збирка од 19 кратких прича:
"The Dormition of the Virgin", "Baggage", "WritOr", "Lavender's Blue", "Through the Night", "The Man Who Wrote on Beaches", "Do They Know It's Christmas", "Good Deed", "The Sanctuary of Hands", "Necessary Noise", "Pluck", "Team Men", "Enchantment", "The Welcome", "Oops", "The Cost of Things", "Speaking in Tongues", "Touchy Subjects", "Expecting"
- Three and a Half Deaths (Три и по смрти) (2011), збирка од 4 кратке приче:
"What the Driver Saw", "The Trap", "Sissy", "Fall"
- Astray (2012), збирка од 14 кратких прича:
"The Lost Seed", "The Widow's Cruse", "The Hunt", "Vanitas", "Counting the Days", "Last Supper at Brown's", "Onward", "The Body Swap", "The Long Way Home", "Man and Boy", "Snowblind", "The Gift", "Daddy's Girl", "What Remains"

Несакупљене кратке приче:
- "Going Back" (1993).
- "Seven Pictures Not Taken" (1996).
- "Error Messages" (1999).
- "Thicker Than Water" (2001).
- "Here and Now" (2006).
- "Dear Lang" (2009) у How Beautiful the Ordinary: Twelve Stories of Identity (ed. Michael Chart)
- "Tableau Vivant" (2010).
- "Visiting Hours" (2011), на основу њене радио-драме "The Modern Family"
- "Urban Myths" (2012), на основу њене истоимене радио-драме
- "Spelled Backward" (2012).
- "Since First I Saw Your Face" (2016).
- "The Big Cheese" (2017).

### Драме
Колекције:
- Emma Donoghue: Selected Plays (Ема Доногу: Изабране драме) (2015), збирка од 5 драма:
"Kissing the Witch" (засновано на 5 кратких прича њене истоимене збирке),  "Don't Die Wondering" (на основу њене истоимене радио-драме), "Trespasses" ("Преступи") (према њеној истоименој радијској представи), "Ladies and Gentlemen" ("Даме и господо"), "I Know My Own Heart" ("Познајем своје срце")

Несакупљене драме:
- "Trespasses" (1996), радио драма
- "Don't Die Wondering" (2000), радио драма
- Exes серијал (2001), радио драме:
  - "Urban Myths"
  - "The Modern Family"
  - "The Conspiracy"
  - "The Mothers"
  - "The Estate Agent"
- "Humans and Other Animals" (2003), радио драма
- "Mix" (2003), радио драма
- "The Talk of the Town" (2012).
- "Signatories" (2016).
- "Room" (2017), према њеном истоименом роману

### Сценарији
- Pluck (2001).
- Room (Соба) (2015).
- The Wonder (Чудо) (2022).

### Документарна литература
Чланци

- "Out of Order: Kate O'Brien's Lesbian Fictions" in Ordinary People Dancing, ed. by Eibhear Walsh (Cork: Cork University Press, 1993)
- "Noises from Woodsheds: The Muffled Voices of Irish Lesbian Fiction" у Volcanoes and Pearl Divers, ed. by Suzanne Raitt (London: Onlywomen Press, 1994)
- "Liberty in Chains: The Diaries of Anne Lister (1817-24)" у Breaking the Barriers to Desire (Nottingham: Five Leaves Press, 1995)
- "Divided Heart, Divided History: Eighteenth-Century Bisexual Heroines" у Bisexual Horizons: Politics, Histories, Lives, ed. by Sharon Rose, Cris Stevens et al. (London: Lawrence & Wishart, 1996)
- "How Could I Fear and Hold Thee by the Hand? The Poetry of Eva Gore-Booth" у Sex, Nation and Dissent in Irish Writing, ed. by Eibhear Walshe (Cork: Cork University Press, 1997)
- "A Tale of Two Annies" у Butch/Femme: Inside Lesbian Gender, ed. by Sally Munt (London: Cassell, 1998)
- Чланци о Anne Lister, Ladies of Llangollen and Jane Pirie and Marianne Woods, у Lesbian Histories and Cultures: An Encyclopedia, ed. by Bonnie Zimmerman (New York and London: Garland, 2000)
- Увод у Virago Modern Classics edition of Molly Keane, Time After Time (London: Virago, 2001)
- Увод у Virago Modern Classics edition of Polly Devlin, All of Us There (London: Virago, 2003)
- Увод у Isabel Miller, Patience and Sarah (Vancouver: Arsenal Pulp Press, 2005)
- „Doing Lesbian History, Then and Now”. 33 (1). у Historical Reflections / Reflexions Historiques (Spring 2007)
- "Picking Up Broken Glass, or, Turning Lesbian History into Fiction" у Sapphists and Sexologists: Histories of Sexualities Volume 2, ed. Sonja Tiernan and Mary McAuliffe (Cambridge: Cambridge Scholars Press, 2009)
- "Embraces of Love" у Faithful Companions: Collected Essays Celebrating the 25th Anniversary of the Kate O'Brien Literary Weekend, ed. Mary Coll (Limerick: Mellick Press, 2009)
- "Random Shafts of Malice?: the Outings of Anne Damer" у Lesbian Dames: Sapphism in the Long Eighteenth Century, ed. by John C. Beynon and Caroline Gonda (Farnham, Surrey: Ashgate, 2010)

Биографије

- We Are Michael Field (Ми смо Мајкл Филд) (1998).

Историја

- Passions Between Women: British Lesbian Culture 1668–1801  (Страсти између жена: британска лезбејска култура 1668–1801) (1993).
- Inseparable: Desire Between Women in Literature (Нераздвојни: Жеља између жена у књижевности) (2010).

### Приређивач
- What Sappho Would Have Said (Шта би Сафо рекла) (1997).
- The Mammoth Book Of Lesbian Short Stories (Мамутова књига лезбејских кратких прича) (1999).

## Адаптације
- Pluck (2001), кратки филм у режији Neasa Hardiman, заснован на причи "Pluck".
- Room (Соба) (2015), филм редитеља Lenny Abrahamson, заснован на роману Соба.
- The Wonder Чудо (2022), Нетфликс филм у режији Sebastián Lelio, заснован на роману Чудо из 2016.